# Podubie
Podubie (lit. Padubiai) – wieś na Litwie, w okręgu wileńskim, w rejonie wileńskim, w gminie Sużany, przy Oświeskim Parku Regionalnym.

## Historia
Pod zaborami i w II Rzeczypospolitej zaścianek. W XIX i w początkach XX w. położone było w Rosji, w guberni wileńskiej, w powiecie wileńskim, w gminie Giedrojcie. Po I wojnie światowej pod administracją polską, w Zarządzie Cywilnym Ziem Wschodnich. W latach 1920–1922 w składzie Litwy Środkowej.
Od 11 kwietnia 1922 leżało w Polsce, w województwie wileńskim, w powiecie wileńsko-trockim, w gminie Niemenczyn, w pobliżu granicy z Litwą. W 1931 miejscowość liczyła 17 mieszkańców, zamieszkałych w 2 budynkach.
Po II wojnie światowej w granicach Związku Sowieckiego. Od 1991 na niepodległej Litwie.